# 欢迎来到 动物森友会
《欢迎来到 动物森友会》（又译作）是由任天堂为任天堂DS掌上游戏机开发发行的一款社会模拟电子游戏，于2005年末在日本和北美发行，2006年3月登陆欧洲，是《动物森友会》系列的第四部作品，在任天堂64（只在日本發行）和任天堂GameCube平台上是《动物森友会》（日本稱為plus版本，另外亦有支援E讀卡機的e+版本）的续作。
游戏设置在住满了拟人化动物的偏远村庄，玩家需要扮演角色执行大量任务，包括收集和种植。类似于其他《动物森友会》作品，游戏与主机时间同步实时进行，游戏内事件的发生会受当前的时间或季节影响。游戏采用任天堂Wi-Fi连接，玩家可以通过网络游戏模式前去探访其他玩家的村庄，不过该服务已于2014年5月下线。
游戏一发行便获得积极评价，其中汇总媒体Metacritic和GameRankings均打出86/100的高分。截至2016年3月31日，游戏凭借1175万份全球销量成为第九部最畅销任天堂DS游戏。2016年10月，游戏在Wii U Virtual Console再版发行。

## 游戏玩法

玩家与村民谢博强（鹦鹉）聊天。

与《动物森友会》系列的其他作品一样，《欢迎来到 动物森友会》是一款沙盒类游戏，玩家在其中扮演的人类居民刚搬到住满拟人动物的村庄。在游戏过程中，玩家需要进行各种活动，包括搜集物品、鱼和昆虫，或是与其他村民社交。游戏与任天堂DS的时间同步进行，意味着玩家实时游玩游戏。例如，村庄会经历昼夜变化，天气冷的时候村庄会下雪。到了每年节假日的时候，村庄还会有各种活动，同时可搜集物种会根据月份或季节变换。
游戏高度定制化。玩家可依照个人喜欢修改玩家角色外貌，从各种服装及配饰中挑选，或是在村子裁缝麻儿及绢儿姐妹的帮助下，从头设计全新的衣服款式。而环境本身也会有所改变：村庄的每个地方都会有树木生长或被砍伐，共用一间房屋的玩家可用搜集的家具或物件装饰房间。游戏还加入了观星功能。
游戏充分利用任天堂DS的双屏幕特点，让玩家利用游戏机的触控屏进行互动，管理游戏道具、写信、设计衣服草图或控制玩家角色。但与采用俯视视角的前作不同，游戏分屏显示天空与地面，由此玩家不需变更视角就可观察天空。这种功能利用“滚动日志”功能实现，玩家在村庄中移动时，脚下的土地会弯曲滚动。

### 网络连接
《欢迎来到 动物森友会》是《动物森友会》首款有网络游戏功能的作品、第二款采用任天堂Wi-Fi连接功能的游戏，利用该功能玩家可探访其他玩家的村庄。由于玩家在互动前需要注册并利用好友码，玩家不可以随意探访他人村庄，且每个村庄最多只能有四名玩家探访。任天堂Wi-Fi连接可供玩家之间交换物件或定制样式，也可以在任天堂已连接的时候接收独家礼物。
游戏与Wii平台的前作《動物森友會 城市大家庭》完全兼容，玩家可利用无线连接在两款游戏中转移角色。
2014年5月20日，Wi-Fi连接功能正式下线，停止服务的功能包括游戏中的在线游戏、匹配和排行榜，其他线上DS及Wii游戏也受到影响。

## 开发
游戏于2004年E3电子娱乐展公开，暂定名《动物森友会DS》，将利用任天堂DS的触控屏，可实现多人游戏。
正式开发时，任天堂不计划为游戏加入地区限定内容，考虑到游戏的本地化较为容易。因此，原本在前作《动物森友会》中出现的万圣夜、圣诞节及日本花见等节日不会在游戏中出现。该规则同样适用于玩家搜集的各种鱼和昆虫。

### 技术问题
2006年1月26日，大量连接到任天堂Wi-Fi连接的玩家收到一封附有程序错误物件“红色郁金香”的空白信，致使游戏存档数据受损。玩家若将该物件放在家中的地板上，物件会制造一堵不可见且无法消失的“墙”，让玩家无法前往墙所在的位置。任天堂之后回应事件，指该错误由向玩家发送独家礼物的内购工具导致，并非黑客引起，建议玩家受到礼物信后立刻删除。
2008年，受邀测试《动物森友会 城市大家庭》的记者受到该游戏及《欢迎来到 动物森友会》的副本，《欢迎来到》包括展示玩家物品在《城市大家庭》和《欢迎来到》之间转换的现存游戏存档。12月3日，据报道《欢迎来到》已修改版本的一位动物角色说了“黑鬼”（游戏显示为Ñiggá）一词。该种族贬称语经过修改，没有被游戏阻止玩家在角色对白中设计令人反感语言的脏话监测系统发现。任天堂公开致歉，召回被修改的版本，表示该事件是由在不同游戏间自动转换对白的无线功能造成。

## 评价
《欢迎来到 动物森友会》获得积极的评价，Metacritic加权评分86/100。
部分评论认为《欢迎来到》没有完全扩展《动物森友会》所提供的体验，认为游戏的变更在递增。其他评论赞赏利用任天堂DS的按键或触屏实现的游戏控制功能，任天堂世界报道认为用触控屏控制玩家角色“不精确”，IGN认为“任天堂没有（让游戏）很好地利用触控屏的优势”。在本地化过程中删除玩家熟悉节日的做法也被批评。
新增的网路游戏功能获得部分评论人的赞赏。《电脑与电子游戏》认为在线功能“将游戏的体验扩展成真正的社交游戏”，IGN认为“任天堂给了我们在游玩GameCube版本中所要求的东西：更直观的物品交易方式及分享其他玩家的创作。至少从这一点上看，这个公司还是成功的。”然而，多人游戏模式繁琐的实施及被质疑的限制也受到批评，尤其是必须的好友码及仅能向已造访村庄的玩家发送邮件。奇怪之处还有玩家造访时动物居民会失踪，以及北美和欧洲玩家无法与日本玩机连接。游戏制作人江口胜也表示这些限制是硬件及内存限制所致。

### 销量
2005年12月1日，Media Create表示《欢迎来到 动物森友会》在日本上线首周卖出325,460份，打破Jump明星超級大亂鬥此前创下的纪录，成为最畅销任天堂DS游戏，直到《川島隆太教授的DS腦力強化訓練》发行。截至2008年，游戏位列日本游戏畅销榜第28位，截至同年7月卖出470万份。游戏凭借在英国60多万份的销量，获得娛樂和休閒軟件發行商組織“双白金”销量认证。
截至2016年3月31日，游戏全球销量达1175万份。

### 影响
游戏的元素于2008年Wii平台跨界格斗游戏《任天堂明星大亂鬥X》中出现，其中“Smashville”游戏场景改编自游戏的一个村庄，其景色会随着平台时间变换。另外还有多首游戏配乐的重混。